# Melpòmene

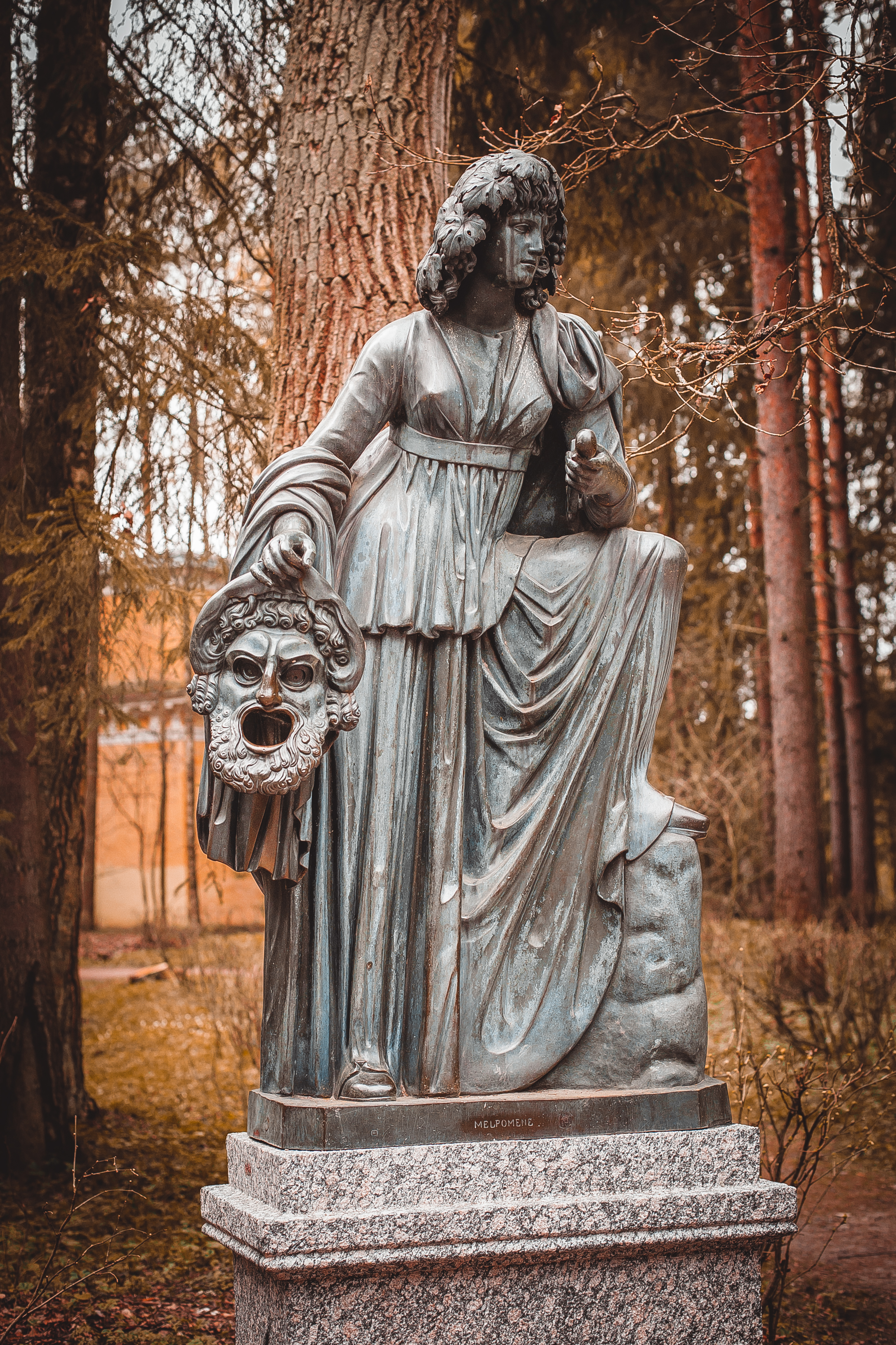
Melpòmene

En la mitologia grega, Melpòmene (en grec antic: Μελπομένη, 'melodiosa', 'cantant', 'poeta') és una de les dues muses del teatre. Inspira la tragèdia, i hom la representa ricament vestida, les celles greus i severa la mirada. Generalment, duu en la mà una màscara tràgica com el seu principal atribut. En altres ocasions empunya un ceptre o unes corones, o bé un punyal ensangonat. Va coronada amb una diadema i està calçada de coturns. També és representada recolzant sobre una maça per indicar que la tragèdia és un art molt difícil, que exigeix un geni privilegiat i una imaginació vigorosa.
En algunes llegendes, Melpòmene apareix com a mare de les sirenes, el pare de les quals seria Aqueloos o també Forcis, el pare de les gòrgones.